# 化石
化石是存留在岩石中的古生物遗体、遗物或生活痕跡，最常見的是骸骨和貝殼等。研究化石可以了解生物的演化并能了解人類演化。

帮助确定地层的年代。保存在地壳岩石中的古动物或古植物的遗体或表明有遗体存在的证据都谓之化石。太古宙（34億年前）至全新世（1萬年前）之間的化石都被发现过。
在漫长的地质年代里，地球上曾经生活过无数的生物，这些生物死亡后的遗体或是生活时遗留下来的痕跡，许多都被当时的泥沙掩埋起来。在随后的岁月中，这些生物遗体中的有机质分解殆尽，坚硬的部分如外壳、骨骼、枝叶等与包围在周围的沉积物一起经过石化变成了石头，但是它们原来的形态、结构（甚至一些细微的内部构造）依然保留着；同样，那些生物生活时留下的痕跡也可以这样保留下来。我们把这些石化了的生物遗体、遗迹就称为化石。从化石中可以看到古代动物、植物的样子，从而可以推断出古代动物、植物的生活情况和生活环境，可以推断出埋藏化石的地层形成的年代和经历的变化，可以看到生物从古到今的变化等等。
其實有很長一段時間，化石作用被認定是單純的「石化」，後來人類才逐漸瞭解化石形成的原理。這是一種非常複雜的過程，是生物、物理、化學三種現象的結合。而化石的形成，需要一些特殊條件：第一，死去的有機體被迅速埋在沙土、淤泥或河泥中而沒有分解。海底和湖底是非常有利的環境，草原和沙漠也不錯。其次，此生物不曾腐壞，而由礦物逐漸取代該生物體的有機物質。最後，化石若要保存幾百萬年不變，必須在石化後，不再經歷任何地質變動。

## 词源
化石英語fossil来源于拉丁語fossilis，意思是“挖掘”。

## 形成
化石化作用（fossilized）是指随着沉積物变成岩石的成岩作用，埋藏其中的生物遗体而经历了物理作用和化学作用的改造，但是仍然保留着生物面貌及部分生物结构的作用。
化石化作用有三种方式：矿物质填充作用、交替作用和升馏作用。

### 矿物质填充作用
矿物质填充作用是指，某些无脊椎动物貝殼或脊椎动物骸骨中的有机物分解消失以后留下了中空的部分，在地层下被埋藏日久以后，溶解在地下水中的矿物质（主要是碳酸钙）往往在其孔隙中经再结晶变成了较为致密、坚实、并且增加了重量的实体化石。而由磷酸钙組成的化石，雖然僅能在特定PH值下形成，但可以保存柔軟的器官，在些許案例中甚至可以精細到細胞核層次。若是被保存的器官內含有磷酸鹽，則被磷酸钙取代的可能也較高。

### 交替作用
交替作用是指，生物硬体的组成物质在埋藏情况下被逐渐溶解，再由外来矿物质逐渐补充替代的过程。在这个过程中，如果溶解和交替速度相等，而且以分子相交换，就可以保存原来的细徵结构。如矽化木。常见的交替物质有二氧化矽、瑪瑙、方解石、碳酸鈣、蛋白石、白云石、黄铁矿、氧化鐵等，相应的过程就可以叫做矽化、瑪瑙化、方解石化、炭酸鈣化、蛋白石化、白云石化和黄铁矿化、氧化鐵化。

### 升馏作用
升馏作用是指古生物遗体在被埋藏之后，不稳定成分分解、可挥发物质往往首先挥发消失，最后只留下碳质薄膜而保存下来的过程。这个过程也称为“炭化”。

## 类型
地层中的化石按其保存特点可分为实体化石、模铸化石、遗迹化石和化学化石4大类。

### 实体化石

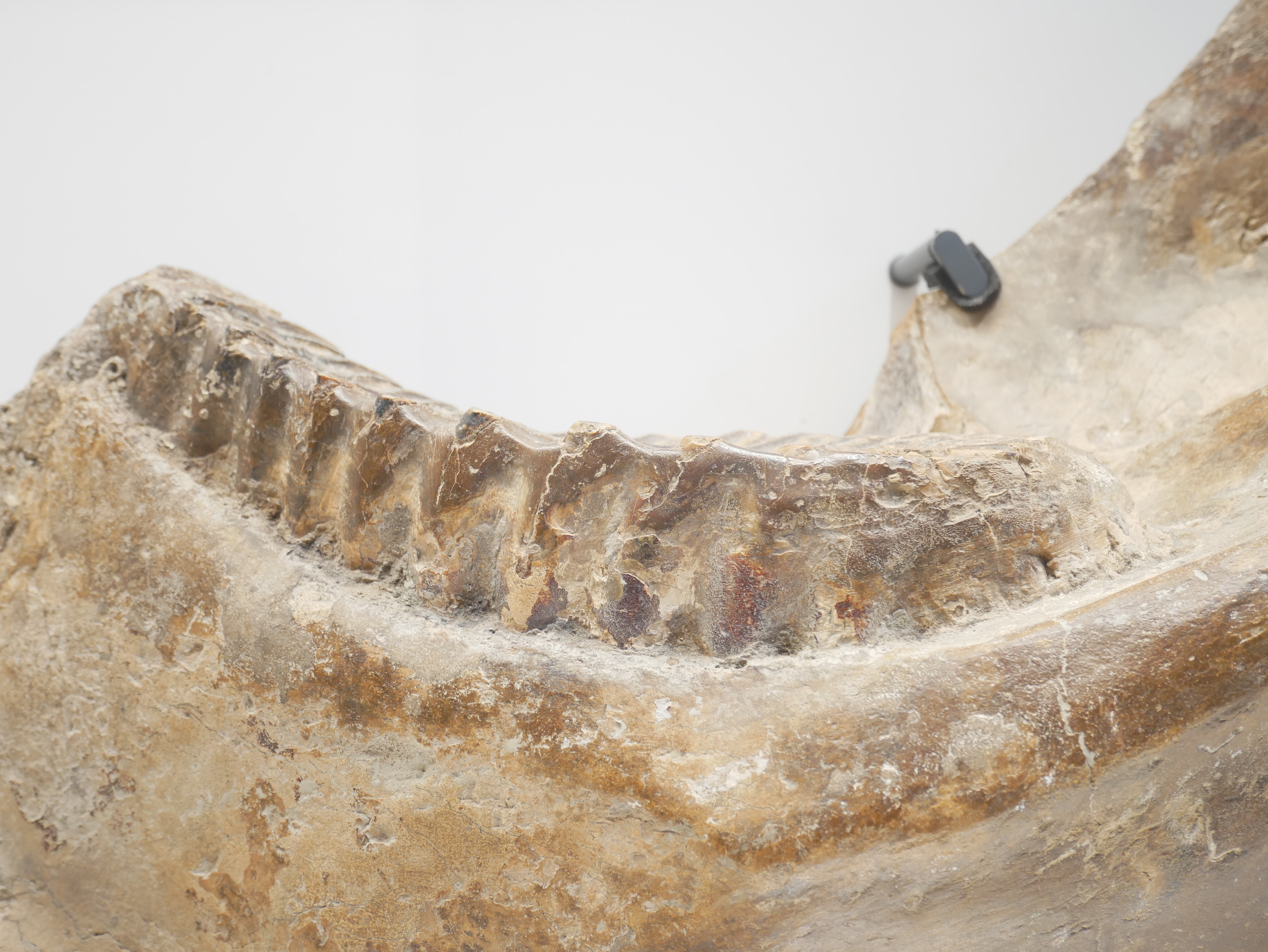
古菱齒象屬下顎實體化石（第三臼齒）

实体化石是由古生物遗体本身的全部或部分（特别是硬体部分）保存下来而形成的化石。
在能够避开空气氧化作用和细菌腐蚀作用的特别适宜的情况下，有些生物的遗体能够比较完好地保存而没有显著的变化。如西伯利亚冻土中发现的第四纪猛犸象、波兰发现的迄今所知的最完整的脊椎动物化石——1万年前落入沥青湖的披毛犀、以及树脂化石（参见琥珀）。
不过，这种没有经过显著化石化作用或只是有一些轻微变化的生物遗体是很少被发现的。绝大多数的生物化石仅仅保留的是其硬体部分，而且都经历了不同程度的化石化作用。

### 模铸化石
模铸化石是古生物遗体留在岩层或围岩中的印痕和复铸物。根据与围岩的关系被分为5种类型：印痕化石、印模化石、模核化石、铸型化石和複合模化石。
- 印痕化石是生物遗体（主要是软体部分）因陷落在细碎屑沉积物或化学沉积物中所留下的印痕。腐蚀作用和成岩作用虽然使得遗体本身被破坏，但是印痕却保存了下来，而且这种印痕还常常可以反映该生物的主要特征。
- 印模化石包括外模和内模两种。外模是古生物遗体坚硬部分（例如贝壳）的外表面印在围岩上的印痕，能够反映原来生物外表的形态及构造特征。内模是壳体的内表面轮廓构造留下的印痕，能够反映该生物硬体的内部形态及构造特征。
- 模核化石分为内核和外核两种。当腕足动物和某些动物死亡之后，它们的贝壳经常两瓣完整地被埋藏起来，其内部空腔也被沉积物填充，在固结以及壳体被溶解之后，内部留下一个实体即称为内核。如果壳内没有被沉积物填充，当贝壳溶解后就会在围岩中留下一个与壳大小相等、形状一致的空间；这个空间如果再经过充填，又会形成一个与原来的壳大小相等、形状一致但是成分均一的实体，这样的实体就被称为外核。
- 当贝壳被沉积物掩埋并且已经形成外模和内核之后，壳质有时会全部溶解，然后又被另外某种矿物质填充，使得填充物像铸造的模型一样保留了原来贝壳的原形和大小，这就称为石化化石。
- 複合模化石是内模和外模重叠在一起的模铸化石。当贝壳埋藏在沉积物中并形成内模和外模之后，如果贝壳随后被溶解而在围岩内留下了空隙，而后由于岩层的压实作用而使外模与内模重叠在了一起，就形成了複合模化石。

### 遗迹化石
遗迹化石是指保留在岩层中的古生物生活时的活动痕跡及其遗物。
古生物的遗物又可以称为遗物化石。
常见的遗迹化石有以下几种：
- 脊椎动物的足迹
- 蠕形动物的爬迹
- 节肢动物的爬痕
- 舌形贝和蠕虫在海底钻洞留下的潜穴
- 某些动物的觅食痕跡

遗物化石主要有动物的排泄物（粪化石）或卵（蛋化石）。古人类在各个发展时期制造和使用的工具及其它各种文化遗物也都属于遗物化石。

### 化学化石
化学化石是指在某种特定的条件下，古生物遗体没有保存下来，但组成生物的有机成分分解后形成的氨基酸、脂肪酸等有机物却仍然保留在岩层裡。

## 其它化石

### 示相化石

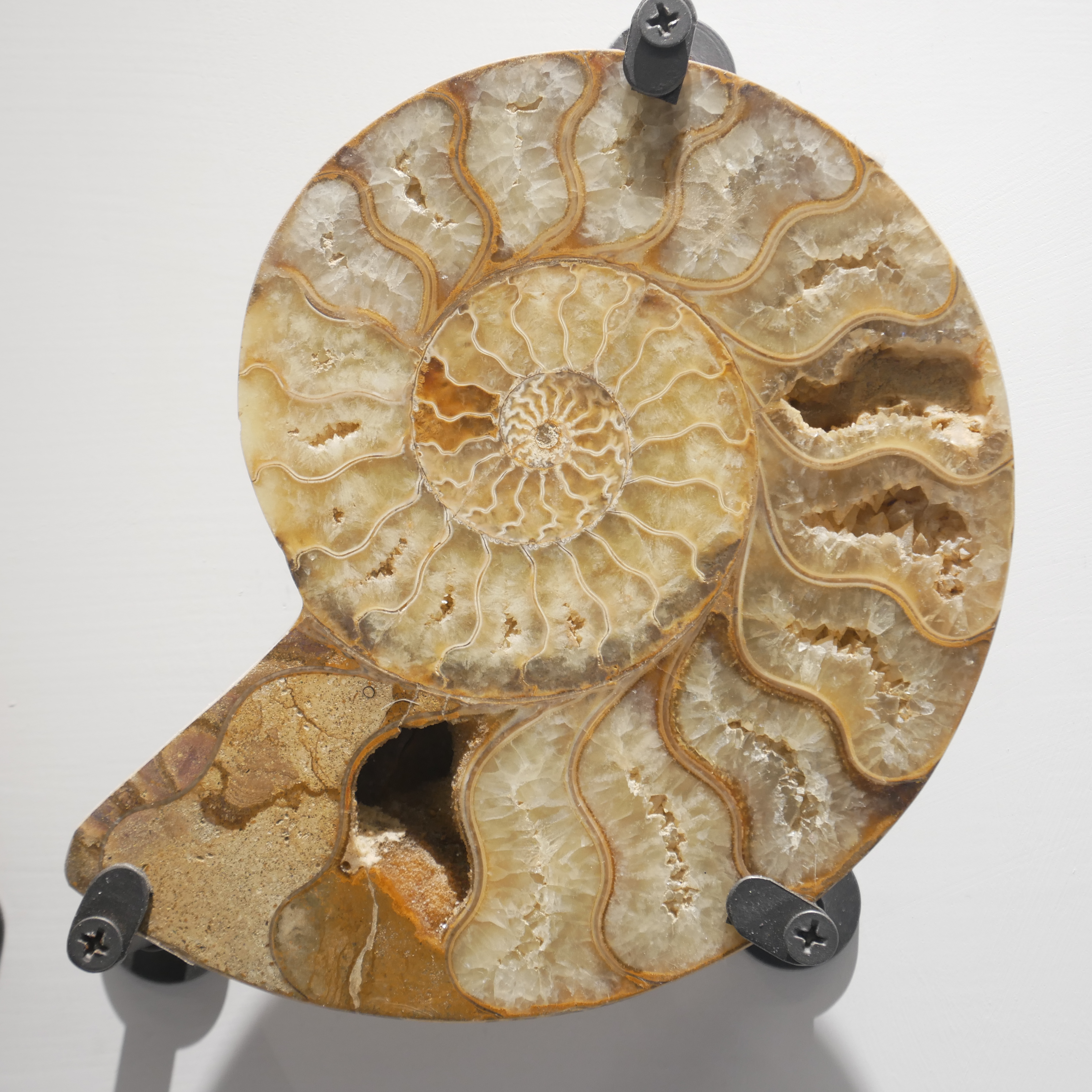
菊石為常見的示相化石

示相化石（facies fossil），又稱指相化石（Index fossils），是能夠反映生物生活環境特徵的化石。不同的自然地理环境，生活着不同的生物组合，也沉积着不同的沉积物，形成不同的沉积相，如海相、陆相、㵼湖相等。不同沉积相所含的化石组合也不相同，而生物对其生活环境变化的反映远较沉积物明显，是自然地理环境最好的指示者。如现代的珊瑚、腕足类、棘皮动物等都是只生活在海洋中的生物，如果在地层中找到这类化石，也就可以推断含有这些化石的地层是在海洋中形成的海相地层。

### 活化石
活化石是指一些与化石物种十分相近的现存物种，或是一些只从化石中了解到的生物被发现尚存在（最著名的例子是美洲鲎Limulus polyphemus）。
舌形贝、鲎（又称“马蹄蟹”）、腔棘魚、巨骨舌魚、水杉、银杏、蘇鐵等都是活化石。

## 其他

### 人死後變成化石的機會
根據科學家估計，十億塊骨頭只有一塊能變成化石。據此計算，如今美國的3.2億左右的人口僅能留下60多塊骨頭化石，只比一副人類骨架的四分之一稍多一些。

## 外部連結
- It’s extremely hard to become a fossil[], by Olivia Judson, The New York Times
- Bones Are Not the Only Fossils （页面存档备份，存于）, by Olivia Judson, The New York Times